# Campeonato Mundial de Lucha de 1920
El IX Campeonato Mundial de Lucha se celebró en Viena (Austria) entre el 4 y el 8 de septiembre de 1920 bajo la organización de la Federación Internacional de Luchas Asociadas (FILA) y la Federación Austríaca de Lucha. Solamente se compitió en las categorías del estilo grecorromano.

## Resultados

### Lucha grecorromana
| Evento   | Oro                        | Plata                        | Bronce                     |
| -------- | -------------------------- | ---------------------------- | -------------------------- |
| 60 kg    | Franz Reitmeier · Alemania | József Pongrácz Hungría      | Gustav Boukal · Austria    |
| 67,5 kg  | Ödön Radvány Hungría       | Dezső Péter Hungría          | Miklós Breznotics Hungría  |
| 75 kg    | Viktor Fischer · Austria   | Lorenz Koczanderle · Austria | Philipp Heß · Alemania     |
| 82,5 kg  | Michael Heinl · Austria    | Josef Mach · Austria         | Wilhelm Knöpfle · Alemania |
| +82,5 kg | Heinrich Bock · Alemania   | Franz Wagner · Austria       | Adolf Kurz · Alemania      |

## Medallero
| Núm. | País     | Oro | Plata | Bronce | Total |
| ---- | -------- | --- | ----- | ------ | ----- |
| 1    | Austria  | 2   | 3     | 1      | 6     |
| 2    | Alemania | 2   | 0     | 3      | 5     |
| 3    | Hungría  | 1   | 2     | 1      | 4     |
|      | TOTAL    | 5   | 5     | 5      | 15    |